# Vesna Vulović
Vesna Vulović (Belgrado, 3 gennaio 1950 – Belgrado, 23 dicembre 2016) è stata un'attivista e assistente di volo serba.
È nota per essere stata l'unica sopravvissuta dell'incidente aereo del volo JAT Airways 367 del 26 gennaio 1972, che esplose alla quota di 10.160 metri nei cieli della Cecoslovacchia per una bomba a bordo. Rimase incastrata in una parte dei rottami dell'aereo che si divise in tre tronconi.

## Biografia
Hostess di volo, il 26 gennaio 1972 fu coinvolta nell'incidente aereo del volo di linea JAT 367, sul quale lavorava. L'aereo esplose a 10.160 metri di quota a causa di una bomba, spezzandosi in tre parti: Vulović sopravvisse dapprima all'esplosione e, poi, a un volo di 10.160 metri senza paracadute, rimanendo incastrata nella parte posteriore dell'aereo dal carrettino di metallo per il cibo. Venne ritrovata per caso da Bruno Honke, ex medico dell'esercito, tra alcuni pezzi dell'aereo. Riportò diverse fratture: al cranio, alle vertebre e alle gambe, rimanendo in coma per 27 giorni.
Si riprese dopo molti mesi di riabilitazione, senza però mai recuperare perfettamente l'uso delle gambe. Vesna chiese più volte di tornare al suo lavoro di hostess di volo, ma la compagnia JAT preferì assegnarle un impiego in un ufficio a terra. Fu licenziata dalla JAT nel 1990 per avere criticato il governo di Slobodan Milošević, ma riuscì a evitare l'arresto poiché il governo era preoccupato per la pubblicità negativa che la sua prigionia avrebbe portato. Considerata un'eroina nazionale nella ex Jugoslavia, Vulović detiene il Guinness dei primati, consegnatole nel 1985 da Paul McCartney, per la caduta più alta senza paracadute, 10.160 metri. Un simile evento si era verificato l'anno precedente, in Amazzonia, durante l'incidente del volo LANSA 508, nel quale Juliane Koepcke era sopravvissuta precipitando per più di tremila metri.
Ha continuato il suo lavoro come attivista pro-democrazia, fino a quando il Partito socialista di Serbia è stato estromesso dal potere durante la rivoluzione dei bulldozer dell'ottobre 2000. Vulović ha successivamente condotto una campagna a nome del Partito Democratico, sostenendo l'ingresso della Serbia nell'Unione Europea.
Vulović ha riferito ai giornalisti che quello nei confronti dell'incidente non era un pensiero costante, ma ha ammesso di aver lottato con la "sindrome del sopravvissuto". Ha infatti affermato che "ogni volta che penso all'incidente, provo un profondo senso di colpa per essere sopravvissuta, perciò piango [...] Allora penso che forse non sarei dovuta sopravvivere affatto." Vulović rifiutò un'eventuale terapia psicologica per far fronte alla sua condizione; si rivolse invece alla religione, diventando una devota cristiana ortodossa. Ha affermato che il suo calvario l'aveva trasformata in un'ottimista. "Se riesci a sopravvivere a quello a cui sono sopravvissuta io", ha detto, "puoi sopravvivere a qualsiasi cosa".

### Gli ultimi anni di vita e la morte
I suoi ultimi anni li ha trascorsi in isolamento, cercando di lottare con il grave senso di frustrazione e colpa per essere sopravvissuta. Dopo aver divorziato, ha vissuto da sola nel suo appartamento di Belgrado, fino alla sua morte, nel 2016.
Negli ultimi anni della sua vita, Vulović ha vissuto con una pensione di 300 euro al mese, in un fatiscente appartamento di Belgrado. "Non so cosa rispondere quando la gente dice che sono stata fortunata", ha affermato. "La vita è così dura oggi." Vesna si lamentava del fatto che sua madre e suo padre non sarebbero morti prematuramente, se non fosse stata a bordo del Volo 367, affermando che l'incidente non solo ha rovinato la sua vita, ma anche quella dei suoi genitori. Solo occasionalmente ha concesso interviste, rifiutando numerose richieste, in particolare da Oprah Winfrey e dalla BBC, dicendo che era "stanca" di discutere del tragico episodio. Quando raggiunse i sessant'anni, il peggioramento della sua salute le impedì di prendere parte alle commemorazioni annuali a Srbská Kamenice, a cui aveva già partecipato per molti anni. Nel dicembre 2016, dato che aveva smesso di rispondere al telefono da giorni, gli amici di Vesna, preoccupati del suo stato di salute, decisero di chiedere soccorso. Il 23 dicembre, venne scoperto il corpo di Vesna nel suo appartamento. Gli amici dichiararono che da tempo era affetta da disturbi cardiaci. Fu sepolta nel Nuovo Cimitero di Belgrado il 27 dicembre.